# 455
| [ Edytuj tabelę ] |                                                                          |
| Cesarz Bizancjum  | - 450 Marcjan 457                                                        |
| Król Franków      | - 447 Meroweusz 457                                                      |
| Władca Guptów     | - 414 Kumaragupta 455                                                    |
| Chan Hunów        | - 454 Dengizek 469                                                       |
| Król Kentu        | - 455 Hengest 488                                                        |
| Władca Korei      | - 413 Changsu 491                                                        |
| Król Munsteru     | - 453 Óengus 489                                                         |
| Papież            | - 440 Leon I 461                                                         |
| Król Persji       | - 439 Jezdegerd II 457                                                   |
| Cesarz Rzymu      | - 425 Walentynian III 455 - 455 Petroniusz Maksymus 455 - 455 Awitus 456 |
| Król Wandalów     | - 428 Genzeryk 477                                                       |
| Król Wizygotów    | - 453 Teodoryk II 466                                                    |

Rok 455 / CDLV
stulecia: IV wiek ~
V wiek ~
VI wiek

lata: 445 «
450 «
451 «
452 «
453 «
454 «
455
» 456
» 457
» 458
» 459
» 460
» 465

## Wydarzenia
Europa
- 16 marca – Walentynian III został zamordowany mieczem przez jednego z żołnierzy w czasie przeglądu wojska na Polu Marsowym w Rzymie.
- 17 marca – Petroniusz Maksymus został cesarzem zachodniorzymskim.
- 31 maja – Petroniusz Maksymus został rozszarpany przez tłum, gdy podczas ataku Wandalów na Rzym usiłował uciec z miasta.
- 2 czerwca – Zdobycie Rzymu przez Wandalów. Miasto było plądrowane przez 14 dni, zdobywcy zobowiązali się za to nieskrzywdzić ludności cywilnej[potrzebny przypis].
- 9 lipca – Awitus został ogłoszony w Tuluzie cesarzem rzymskim.
- 21 września – Awitus przybył do Rzymu i objął rządy w Cesarstwie.

Data dzienna nieznana:
- Bitwa pod Aylesford między Anglosasami a Brytami.

## Zmarli
- 16 marca – Walentynian III, cesarz rzymski; zamordowany
- 31 maja – Petroniusz Maksymus, cesarz rzymski; zamordowany